# クエスチョン・オブ・オナー
「クエスチョン・オブ・オナー」（A Question of Honour）は、サラ・ブライトマンの楽曲。1995年発売のアルバム『Fly』に収録され、同年シングルカットされた。

## 概要
アルフレード・カタラーニのオペラ『ラ・ワリー』第1幕のアリア「さようなら、ふるさとの家よ」（Ebben? Ne andrò lontana）で始まり、雷鳴とともにヴァイオリンとシンセサイザーが交錯するトランス・ハウス調のアレンジへと変わり、マーチリズムのスネアドラムをバックにした男性コーラス、さらにディストーションのかかったギターも入り混じったロックによるサビのリフレインと進み、前半と同じアリアで締めくくる。アリアはイタリア語、その他は英語で歌われる。

### "a question of honor" とは
"It's not a question of life or death, it's a question of honour."（生きるか死ぬかの問題ではない。名誉の問題である。）という言葉は騎士道の精神を現す表現である。本曲では「あなたが勝とうが負けようが、それは名誉の問題」と歌われており、勝敗より名誉を重んじる伝統的な「騎士道精神」を踏襲した歌詞になっている。
また、"It's not a question of life or death" の部分を様々に変えて使用されることがある。たとえば、ウィンストン・チャーチルはヤルタ会談におけるポーランド問題に関して「ポーランドをどうするかは、英国にとっては物理的な問題ではなく名誉の問題」と言い放っている。また尊厳死推進団体が「どのように死ぬかは名誉の問題」などと使用している。

## 使用例
元々は、1995年5月27日にドイツで行われたIBF世界ライトヘビー級タイトルマッチ、ヘンリー・マスケ対グラシアノ・ロッシジャーニ戦の公式ソングで、試合前に歌われたのが初演である。曲の中盤で流れる男性コーラスの歌詞も「Two men collide」（2人の男がぶつかりあう）となっている。
日本では、テレビ朝日が2002年のFIFAワールドカップ・日本vsチュニジア戦からサッカー日本代表戦の中継や同日本代表関連ニュースの際にテーマ曲としてサビの部分を使用し、好評により以後のサッカー日本代表戦でも使用されている。トヨタ・マークXのテレビCM曲としても使用された。また、プロ野球・オリックス・バファローズが2007年の主催試合でのスタメン発表時の曲として使用していた。

## 収録曲

### CDシングル
1. "A Question of Honour" (Radio Edit)
2. "A Question of Honour" (Extended Mix)
3. "On the Nile"

### リミックスCD
1. "A Question of Honour" (Radio edit)
2. "A Question of Honour" (PeCh remix)
3. "A Question of Honour" (Knock Out remix)
4. "A Question of Honour" (Damage Control mix)
5. "A Question of Honour" (Tom Lord Alge mix)